# فرنسيسكو أنطونيو بيريز
فرنسيسكو أنطونيو بيريز (بالإسبانية: Francisco Antonio Pérez)‏ هو قاضي وسياسي تشيلي، ولد في 1764 في سانتياغو في تشيلي، وتوفي في 1828. انتخب عضو مجلس الشيوخ من شيلي.